# Кристиан Август Гольштейн-Готторпский
Кристиан Август Гольштейн-Готторпский (нем. Christian August von Schleswig-Holstein-Gottorf; 11 января 1673 — 24 апреля 1726) — князь-епископ Любека с резиденцией в Эйтинском замке, регент Гольштейн-Готторпский, дед (по материнской линии) российской императрицы Екатерины II, предок (по прямой мужской линии) четырёх королей Швеции и всех герцогов Ольденбурга.
Кристиан Август был младшим сыном Кристиана Альбрехта Гольштейн-Готторпского и принцессы Фредерики Амалии Датской, поэтому правителем Гольштейн-Готторпским после смерти отца стал его старший брат Фридрих, а Кристиану Августу в управление было дано крошечное владение Эйтин. Кроме того, семья сумела продвинуть его на пост князя-епископа Любека, который имел важное положение в структуре Священной Римской империи.
Когда его старший брат умер в 1702 году, оставив после себя в качестве наследника двухлетнего сына Карла Фридриха, Кристиан Август стал управляющим делами Гольштейн-Готторпа, а когда в 1708 году умерла и вдова Фридриха Гедвига София Шведская, то он стал полноправным регентом герцогства Гольштейн-Готторп, которое было очень опустошено после Северной войны.
Похоронен с супругой в Любекском соборе.

## Потомки
2 сентября 1704 года Кристиан Август женился на Альбертине Фридерике Баден-Дурлахской, у них родились:
- Гедвига София Гольштейн-Готторпская (9 октября 1705 — 4 октября 1764)
- Карл Гольштейн-Готторпский (1706—1727), жених цесаревны Елизаветы Петровны
- Фридерика Амалия Гольштейн-Готторпская (12 января 1708 — 19 января 1731)
- Анна Гольштейн-Готторпская (3 февраля 1709 — 1 февраля 1758) — супруга герцога Вильгельма Саксен-Гота-Альтенбургского
- Адольф Фредрик Эйтинский (14 мая 1710 — 12 апреля 1771), с 1743 года кронпринц Швеции, в 1751 году унаследовал шведский трон
- Фридрих Август Эйтинский (1711—1785), который занял пост епископа Любекского после Адольфа Фредрика (занимавшего его до отъезда в Швецию), а также получил Эйтин, в 1773 году он также стал правителем Ольденбурга
- Иоганна Елизавета (1712—1760), супруга герцога Кристиана Августа Ангальт-Цербстского, мать Екатерины II.
- Фридерика София Гольштейн-Готторпская (2 июня 1714—1714)
- Вильгельм Кристиан Гольштейн-Готторпский (20 сентября 1716 — 26 июня 1719)
- Фридрих Конрад Гольштейн-Готторпский (12 марта 1718—1718)
- Георг Людвиг Гольштейн-Готторпский (1719—1763), женат на Софии Шарлотте Гольштейн-Бекской (1722—1763)